# Dirty Bass
Dirty Bass en español: Sucio Bajo es el cuarto álbum de estudio del cuarteto estadounidense de electro-hop, Far East Movement. Lanzado a través de Cherrytree Records y Instercope Record el 21 de mayo de 2012. A pesar de tener dos tops 40 hit singles, el álbum recibió críticas míxtas en todo el mundo.

## Lista de canciones
- Dirty Bass (con Dev & Tyga)
- Live My Life (con Justin Bieber)
- Where the Wild Things Are (con Crystal Kay)
- Turn Up the Love (con Cover Drive)
- Flossy (con My Name Is Kay)
- If I Die Tomorrow (con Bill Kaulitz)
- Ain't Coming Down (con Sidney Samson & Matthew Koma)
- Candy (con Pitbull)
- Fly With U (con Cassie)
- Change Your Life (con Flo Rida & Sidney Samson)
- Little Bird
- Basshead (con YG)
- Lights Out (Go Crazy)(con Natalia Kills & Junior Caldera)
- Live My Life (Party Rock Remix) (con Justin Bieber & RedFoo)

- Datos: Q47701